# Jüdischer Friedhof (Schwarza)

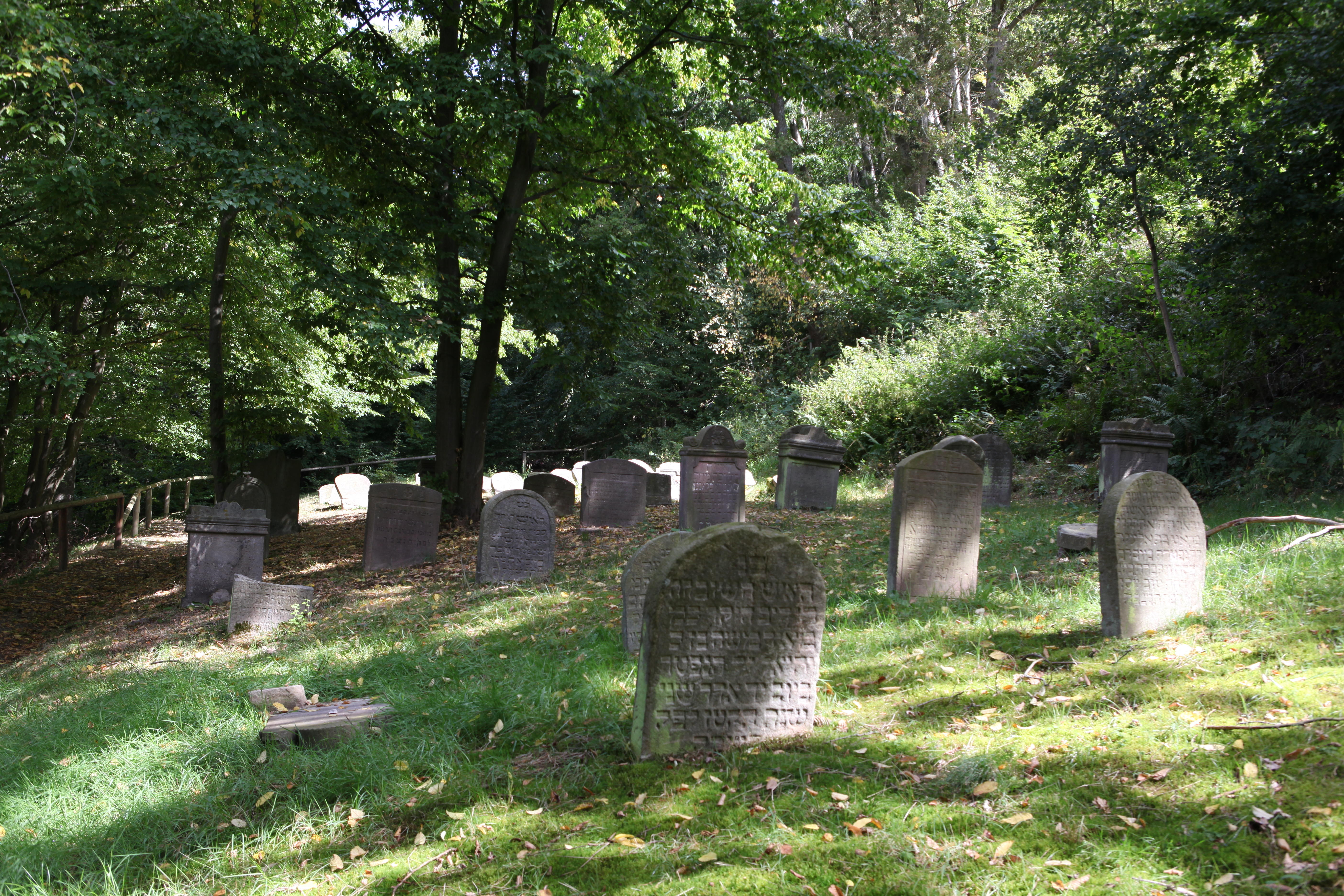
Friedhof

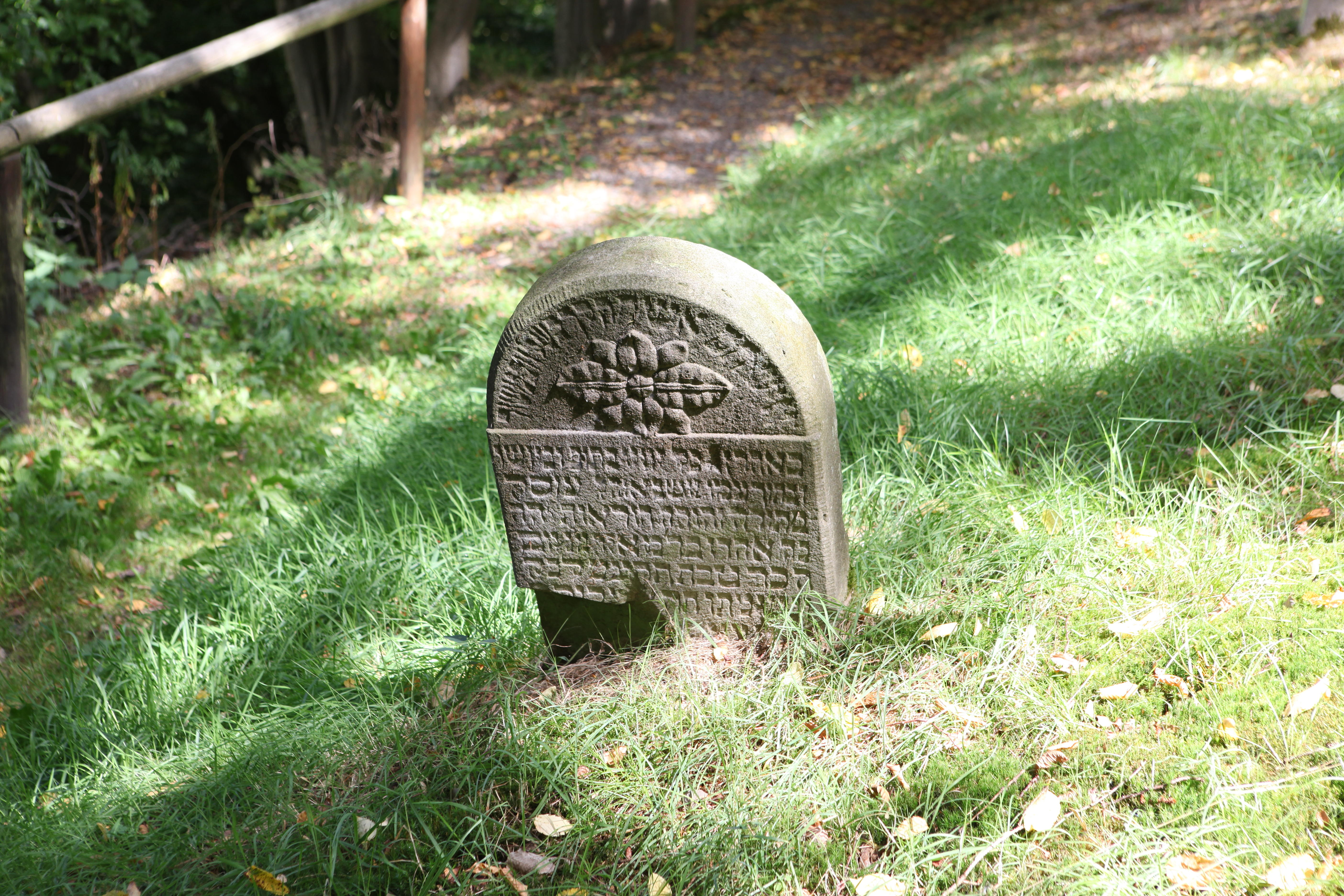
Grabstein

Der Jüdische Friedhof Schwarza liegt im thüringischen Ort Schwarza, einer Gemeinde im Landkreis Schmalkalden-Meiningen.

## Geschichte
Nach dem Dreißigjährigen Krieg durften sich wieder Juden in Schwarza niederlassen. Belegt ist das Jahr 1652, als Joseph Aaron mit Familie aus Schmalkalden zuzog.
1669 lebten acht jüdische Familien mit 40 Personen in Schwarza. 1767 wohnten 18 jüdische Familien am Ort. 1804 hatte die jüdische Gemeinde, die schon im 17. Jahrhundert existierte, 153 Mitglieder. Maximal 287 jüdischen Einwohner gab es 1846. Danach ging die Zahl stetig zurück. 1920 lebten noch 25 Juden in Schwarza und 1933 noch 10. Die letzten wurden 1942 deportiert. Das Jahr der Anlage des jüdischen Friedhofs ist unbekannt. Die erste Bestattung war 1680 und die letzte 1936. Der älteste noch lesbare Grabstein ist von 1693.

## Lage und Charakterisierung
Der Friedhof liegt südlich von Schwarza, östlich der alten Straße nach Rohr, auf dem Lindenrain im Flurteil Judenleite. Der Friedhof hat eine parkartige Hanglage am Waldrand. Auf einer Fläche von 10 Ar sind noch 71 Grabsteine (Mazewa) vorhanden. Die Grabsteine sind zumeist Hebräisch beschriftet und weisen Ornamente auf. Schändungen gab es unter anderem 2004 und 2008.